# Джон Альфред Рей
Джон Альфред Рей (англ. John A. Ray) (14 липня 1879 — 22 серпня 1977) — американський дипломат. Консул США в Одесі у 1914—1917 роках.

## Життєпис
Народився 14 липня 1879 році в Оранджвіллі, графство Фаннін, штат Техас. Служив в армії США під час іспано-американської війни;
У 1909—1911 рр. — консул США в Маскаті, Оман;
У 1911—1914 рр. — консул США в Маракайбо, Венесуела;
У 1914—1916 рр. — американський консул у Шеффілді, Англія;
У 1916—1918 рр. — консул США в Одесі;.
Помер 22 серпня 1977 року. Похований на міському цвинтарі Уайтрайт, Уайтрайт, Техас.